# Yaizu
Yaizu (japanska: 焼津市  ?, Yaizu-shi) är en stad i Shizuoka prefektur i Japan. Staden fick stadsrättigheter 1951.